# Ankh-Morpork
Ankh-Morpork è una città immaginaria citata nei romanzi di Terry Pratchett.
Pratchett descrive nel primo romanzo della serie, Il colore della magia, questa città come la più grande del Mondo Disco, corrotta e inquinata, e come oggetto di scoppi di violenza, brutalità e incendi frequenti. Ankh-Morpork è anche la capitale mercantile del Mondo Disco. Mentre la serie procede, Ankh-Morpork viene sempre più rappresentata come multi-culturale (che in questo caso significa multi-specie, con popolazioni sempre più prominenti di creature come nani, troll, vampiri, gnomi, spauracchi, zombi e lupi mannari ma anche significa umani di altre nazionalità come Agateani, Klatchiani e Omniani) e che lottano con le moderne sfide del mondo reale. Anche quando è sotto attacco da un drago, i carrelli carichi di verdure devono comunque transitare.
In The Art of Discworld (non tradotto in Italia) Pratchett spiega che la città è simile a Tallinn e al centro di Praga, ma aggiunge che ha elementi della Londra del XVIII secolo, del XIX secolo di Seattle e della moderna New York City. Dichiara inoltre che dalla creazione di "The Streets of Ankh-Morpork", ha cercato di assicurare che le descrizioni dei movimenti dei personaggi e le posizioni nei libri corrispondessero alla mappa di Ankh-Morpork; questo ha permesso a lui e ai fan della serie di visualizzare più chiaramente la storia. Nel romanzo Stelle Cadenti si legge che "c'è un detto che tutte le strade portano ad Ankh-Morpork, ed è sbagliato: tutte le strade portano via da Ankh-Morpork, ma a volte le persone le percorrono nel modo sbagliato". Ci sono anche forti parallelismi con la struttura politica, l'economia, la struttura sociale, la topografia e la storia della città-stato di Firenze durante il Rinascimento.

## Geografia
Ankh-Morpork si trova sul fiume Ankh (il fiume più inquinato del Mondo Disco, solido abbastanza da poterci camminare), dove il fertile terriccio delle pianure di Sto (simile all'Europa occidentale) incontra il Mare Circolare (la versione del Mediterraneo del Mondo Disco ). Questo, naturalmente, lo colloca in una posizione commerciale eccellente.
Situata approssimativamente equidistante dal freddo Hub e dal Bordo (dal clima tropicale), Ankh-Morpork è nell'equivalente del Mondo Disco della zona temperata.
Il nome "Ankh-Morpork" si riferisce sia alla città stessa, a una città murata di circa 8 km, e ai sobborghi circostanti e alle fattorie del suo feudo.
La città centrale si divide più o meno nell'Ankh più ricco e nel Morpork più povero che comprende le Ombre, una zona estremamente malfamata composta di baraccopoli, separate dal Fiume Ankh.
Ankh-Morpork è costruito su terriccio nero, in generale, ma è per lo più costruito su se stesso; i cittadini pragmatici si sono semplicemente costruiti sopra gli edifici esistenti quando il sedimento è cresciuto troppo quando il fiume è inondato, piuttosto che scavare. Ci sono molti scantinati sconosciuti, tra cui un'intera "rete di caverne" sotto Ankh-Morpork costituita da vecchie strade e fogne abbandonate (è stato continuamente affermato che chiunque abbia un piccone e un buon senso dell'orientamento potrebbe raggiungere qualsiasi parte di Ankh-Morpork da abbattere i muri in linea retta, anche se in Thud si aggiunge che avrebbero anche bisogno di respirare il fango). Recentemente, le regioni sotterranee sono state estese dalla popolazione nana della città per muoversi senza impedimenti. Di recente è stato reso proprietà comunale.
Ankh-Morpork è anche la città con la maggior parte dei nani su tutto il disco al di fuori di Überwald, in gran parte considerata la patria dei nani, con oltre 50.000 nani che vivono lì (The Truth, Il Quinto Elefante).

## Il fiume Ankh
L'Ankh è stato concepito come una parodia del Tamigi durante il XVIII e il XIX secolo, poiché entrambi malsani e inquinati. Tale parodia è evidente anche nelle mappe di Ankh-Morpork, che mostrano chiaramente il fiume Ankh con il famoso meandro del Tamigi attorno all'Isola dei cani di Londra. La denominazione del fiume è un gioco di parole ironico, poiché la parola "Ankh" (☥) è l'antico simbolo egizio per la vita - quindi è il Fiume della Vita, l'antitesi del suo aspetto reale (anche se i cittadini a volte attestano che "Dell'acqua che può supportare la vita di così tante piccole cose contorte essere salutare!").
Ancor prima che entri ad Ankh-Morpork, il fiume Ankh è pieno di limo dalle pianure; nel momento in cui arriva al lato mare della città, "anche un agnostico potrebbe attraversarlo" data la densità.
I cittadini della città sono stranamente orgogliosi di questo fatto, arrivando addirittura a dire che "è più facile soffocare che annegare nell'Ankh". Dicono anche che sia l'acqua più pura sul Disco, come "Qualsiasi cosa che passa attraverso tanti reni deve essere davvero pura". (Un riferimento al detto che l'acqua del rubinetto di Londra è presumibilmente filtrata da sette gruppi di reni). A causa dell'accumulo di secoli, il letto del fiume è più alto di alcune parti della città. Quando le nevicate invernali ne aumentano la massa causando delle piene, i quartieri più popolari della zona più recente di Morpork ne vengono allagati. In primavera alcune parti del fiume prendono fuoco, altre spuntano piccoli alberi e anche lo spray dell'Ankh si trasforma in una tonalità di verde. Gli uccelli trampolieri sono apparentemente poco comuni, poiché le loro gambe sarebbero state mangiate dall'inquinamento. I pesci sono noti per esistere e sono descritti come simili a degli aspirapolvere ma che esplodono quando vengono portati a contatto con acqua pulita. Ci sono molti microrganismi che vivono nel fiume, che Mustrum Ridcully credeva fosse la prova che l'acqua era sicura da bere, poiché qualsiasi cosa in grado di sostenere quella vita doveva essere sana.
Il fiume ha anche impedito l'invasione dei barbari, poiché "ogni flotta di invasione dovrebbe essere preceduta da una banda di uomini che maneggiano le pale". Un monumento si erge in città in memoria di un'occasione in cui un tentativo di invasione fallì quando i tappi del naso degli invasori cedettero. Quando la città prende fuoco, le chiuse del fiume vengono sigillate e il fiume si alza e soffoca le fiamme. Questo distrugge anche tutti gli edifici fino ad allora non bruciati.
Sia in "Men At Arms" che nel gioco per computer Discworld Noir, l'Ankh è descritto come "l'unico fiume al mondo in cui si possa disegnare un contorno di gesso".

## Storia
Secondo la leggenda, la prima città di Ankh-Morpork fu fondata migliaia di anni fa da fratelli gemelli cresciuti da un ippopotamo (un'allusione al mito di Romolo e Remo, con un ippopotamo che sostituiva il lupo originale). È in memoria di ciò che l'ippopotamo è l'animale reale di Ankh. Una leggenda narra che se il pericolo minacciasse la città, gli otto ippopotami di pietra a guardia del Ponte di Ottone torneranno in vita e scapperanno. Un'altra leggenda sostiene che molti secoli fa, il Disco allagato. Fu costruita un'arca contenente una coppia di animali per ogni specie. Quando lo sterco accumulato da essi per quaranta giorni e notti fu buttato fuori di lato, lo chiamarono Ankh-Morpork.
La città originale era poco più di un mastio murato, che circondava la Torre dell'Arte, un edificio di origine misteriosa che può persino precedere il Disco stesso.
Ad un certo punto ebbe un impero, simile all'impero romano, che copriva metà del continente incluso il vicino paese di Klatch. Erano i giorni della "Pax Morporkia", un altro riferimento a Roma e alla loro Pax Romana.
L'impero fu in gran parte la creazione del generale Tacticus (un gioco di parole su entrambe le "tattiche" e il nome dello storico del mondo Tacito), la più grande mente militare della storia. Tacticus rifiutò di accettare che l'Impero stesse diventando troppo grande per il controllo, e fu infine spedito via per diventare il re di Genua. Come re decise che la più grande minaccia per Genua era l'Impero, e dichiarò guerra su di esso (un probabile riferimento a Jean Baptiste Jules Bernadotte, che servì sotto l'imperatore Napoleone ma in seguito, come Re di Svezia, alleato con i nemici della Francia, e altri episodi simili nella storia).
Era un'età dell'oro, governata dai re di Ankh, che sono ricordati nella leggenda come saggi, nobili e leali. La linea si estinse approssimativamente 2000 anni prima del presente, lasciando il posto a veri re che erano realisticamente corrotti e perversi e che alla fine portarono al collasso dell'impero.
Poco prima però, il mago Alberto Malich aveva fondato l'Università Invisibile (UI) nella Torre dell'Arte, e Ankh-Morpork rappresentò una città di servizio per i maghi.
La sovranità divenne estremamente degradata e gli ultimi re di Ankh-Morpork furono ricordati nella storia come pazzi e corrotti, o semplicemente pazzi; alcuni sono menzionati per nome in Men at Arms:
- Regina Alguinna IV
- Re Artorollo (un contemporaneo di Alberto Malich)
- Re Cirone IV
- Regina Coanna
- Re Loyala detto Aaargh (Il suo regno durò 1,13 secondi dall'incoronazione all'assassinio) - (The Discworld Companion)
- Re Ludovico l'Albero (Conosciuto per emettere proclami sul bisogno di sviluppare un nuovo tipo di rana e simili questioni importanti, e anche responsabile del motto della città Quanti Canicula Ille In Fenestra - "Quanto fa quel cagnolino nella finestra?") - (Il Discworld Companion)
- Re Paragore
- Re Tyrril
- Re Veltrick III
- Webblethorpe l'Ignaro

L'ultimo e il peggiore - l'eufemisticamente ricordato Lorenzo il Gentile (l'intera portata della cui infamia non è esplicitamente rivelata, tranne che si diceva che fosse "molto amante dei bambini", che possedesse "stanze segrete" da cui "pezzi" dovevano essere puliti, e aveva nelle sue segrete "macchine per ...") - fu rovesciato nella guerra civile Ankh-Morpork del 1688 (risalente alla fondazione dell'UI). La domanda su cosa fare con il re deposto (nessun giudice lo avrebbe mai processato) fu risolta quando fu giustiziato dall'allora comandante della città, "No-alle-ingiustizie" Vimes. Conosciuto come "Il Vecchio Facciadipetra", il suo regicidio portò alla sua messa al bando dalle armi portanti (questi eventi erano paralleli alla guerra civile inglese degli anni '40 e all'esecuzione di Charles I di Oliver Cromwell). Successivamente il Vecchio Facciadipetra, (antenato dell'attuale Comandante della Guardia Cittadina Samuel Vimes) e le sue Teste di Ferro hanno tentato di introdurre la democrazia, ma la gente votato contro. Dopo che il Vecchio Facciadipetra fu rovesciato, Ankh-Morpork ritornò ad un sistema oligarchico non ereditario, dove i leader sono ancora tiranni spietati, ma non hanno l'audacia di invocare il diritto divino. Si dice, tuttavia, che la linea di sangue reale dei re di Ankh non sia di fatto estinta ma continuata, e che il vero re, Carrot Ironfoundersson, percorra le strade della città ogni notte. Il Patrizio governa la città e gestisce una forma specializzata di democrazia "One Man, One Vote", dove il Patrizio è l'uomo e ha l'unico voto.
I patrizi passati, molti dei quali despoti oppressivi e abbastanza spesso pazzi, includevano:
- Lord Harmoni Il Pazzoide
- Lord Scapula il Ridanciano
- Conte Hargath Il Frenetico
- Nersh Il Folle
- Lord Smince il Sogghignante
- Lord Winder L'Omicida
- Lord Snapcase il Matto

Il regno di Winder è stato contrassegnato da una quantità fuori misura di oppressione e violenza politica, come descritto in Night Watch, provocando una rivolta popolare centrata in Treacle Mine Road. Le Gilde della città lo fecero assassinare e venne rimpiazzato con Lord Snapcase, che si rivelò essere un tiranno anche peggiore, e alla fine venne sostituito da Havelock Vetinari.
Vetinari ereditò una città medievale corrotta e fatiscente, come mostrato ne Il colore della magia. Questa si è gradualmente trasformata, dapprima con una revisione del sistema delle Gilde - come legalizzare la Gilda dei Ladri e lasciandoli responsabili di fermare i furti "senza licenza" (cioè qualsiasi ladro non-Gilda non è autorizzato a operare in città) - e quindi aprendo la città all'immigrazione. Nani, troll, gnomi, umani di tutto il Disco e persino i non-morti sono immigrati in gran numero, facendo di Ankh-Morpork una società realmente multiculturale, con i vantaggi e i problemi che suggerisce. (La visione del multiculturalismo del Patrizio attuale, tipicamente pragmatica, è : "Le leghe sono più forti.") Con la nuova stabilità la città è diventata la capitale mercantile e politica del Mondo Disco, così tanto che i contadini delle Pianure di Sto operano sotto una nuova Pax Morporkia, che opera non secondo il principio "Se combatti, ti uccideremo", ma sul principio di "Se combatti, esigeremo i tuoi prestiti bancari".
Gli artisti del mimo sono severamente vietati per espresso ordine di Lord Vetinari. Chiunque pratichi questa arte è appeso a testa in giù in una buca di scorpioni, sulle cui pareti è scritto: "Impara le parole". Questo è l'unico segno evidente di tirannia sotto Vetinari.
Ankh-Morpork si è evoluto nella lunga serie di romanzi. Anche la corruzione continua a dilagare (per lo più organizzata in gilde), è tutt'altro che fatiscente nel periodo narrato su Going Postal ed è diventata una città-stato tecnologica (per il Disco), dai livelli di tecnologia quasi steampunk. La città è infatti la seconda nazione più sviluppata del disco dopo l'Impero di Agatea. Ankh-Morpork ha visto la nascita di:
- Assicurazioni contro gli incendi (questo può causare più danni che benefici quando le persone bruciano le proprie case), visto per la prima volta in The Color of Magic.
- Una forza di polizia competente, vista per la prima volta in A me le Guardie! e in costantemente fase di sviluppo e crescita da allora in poi.
- I Clack, un sistema di semafori usato per inviare l'equivalente dei telegrammi, visto per la prima volta in The Fifth Elephant.
- Un vero giornale, visto per la prima volta in The Truth.
- L'ufficio postale, o meglio la sua rinascita, insieme ai primi francobolli, visti per la prima volta in Going Postal.
- Francobolli e cartamoneta presentati da Moist von Lipwig rispettivamente in Going Postal e Making Money.
- Una ferrovia, come visto in Raising Steam.

Il crimine viene tenuto sotto controllo dalla Guardia e dalle Gilde, principalmente dalla Gilda dei ladri; nel romanzo Jingo un personaggio fa notare che il capo della Gilda dei Ladri risulta essere un ladro non registrato e attualmente deceduto. Lord Vetinari ha una salda presa sulla città (o sembra). I maghi dell'UI non si uccidono più a vicenda intenzionalmente per fare carriera. La città è ora una metropoli molto avanzata piuttosto che la città sbiadita e fatiscente raffigurata ne Il colore della magia.
È implicito che l'asse che sia stato inventato su Thud! rivoluzionerà sia i trasporti municipali (con molti riferimenti paralleli alla metropolitana di Londra) che altri macchinari.
Degna di nota è l'invenzione della banconota da parte di Moist von Lipwig su Making Money.

## Politica
Amministrazione della città
La successione del Patrizio avviene solitamente sia tramite l'assassinio che nel caso di una rivoluzione. Alcuni patrizi accadde che rassegnassero le dimissioni, ma si tratta di rarissime eccezioni.
Il potere è, in una certa misura, condiviso con le molte Gilde (vedi sopra) e la nobiltà sopravvissuta, che formano una sorta di consiglio comunale consultivo, ma il Patrizio detiene l'unico voto alle assemblee. Questo potrebbe essere lo stesso del "consiglio degli assessori" di cui si parlava brevemente in Sourcery, e chiamò il consiglio comunale in "A me le guardie!", ma mai menzionato da allora.
L'attuale detentore dell'ufficio è Lord Havelock Vetinari, ispirato ai Medici, ex studente della Gilda degli Assassini.
Il parente superstite più vicino dell'ex famiglia reale deposta, e potenziale erede del titolo, sembra essere il Capitano della Guardia Carota Ironfoundersson; tecnicamente un essere umano, ma fondamentalmente un nano (o viceversa a seconda del punto di vista) - adottato e cresciuto da essi sin dalla più tenera età. Tuttavia egli preferisce mantenere la sua genealogia il più nascosta possibile. L'origine del caporale Cecil Wormsborough St. John (Nobby) Nobbs rimane avvolta nel mistero. A un certo punto venne identificato come discendente di de Nobbes, il conte di Ankh (e quindi il prossimo in linea), ma questo era (probabilmente) un inganno deliberato come parte di un complotto per rovesciare Lord Vetinari.
Il Patrizio ha un potere quasi assoluto sugli affari della città e lavora insieme ai leader delle Gilde della città, che lo eleggono attraverso il Consiglio della Corporazione, come mostrato in The Truth. In un'analogia della Firenze rinascimentale, Ankh-Morpork è un'oligarchia. Sono eleggibili per l'elezione solo i membri di famiglie ricche e influenti.
Vetinari appare più permanente della maggior parte dei patrizi, in gran parte a causa del suo machiavellico ("per un dato valore di Machiavelli", secondo Terry Pratchett) modo di ragionare. Ha organizzato la politica della città in modo tale che il rimuoverlo dall'incarico causerebbe il caos tra le Gilde e la nobiltà, e nella gestione della città. Crede fermamente che ciò che le persone vogliono veramente è la stabilità, e questo è ciò che fornisce.
Attuali figure "importanti" della città
Sebbene Lord Vetinari sia il leader assoluto della città, è stato in grado di dare ad alcune persone l'illusione di avere un po' di potere:
- Mustrum Ridcully, Arcicancelliere dell'università magica, l'Università Invisibile, che funge da consigliere de facto del patrizio su questioni magiche.
- Sua Grazia Sir Samuel Vimes, Duca di Ankh, Comandante della Guardia Cittadina e sposato con Lady Sybil.
- Lord Downey, capo della Gilda degli Assassini.
- Mr Boggis, capo della Gilda dei ladri, Cutpurses, Housebreakers e Allied Trades.
- Capitano Carota Ironfoundersson, Capitano della Guardia Cittadina.
- Moist von Lipwig, ex truffatore, ora Direttore delle Poste, Dirigente della Zecca, Presidente della Banca Reale di Ankh-Morpork.
- Rosemary Palm, capo della Gilda delle Sarte.
- Regina Molly, capo della Corporazione dei Beggars.
- Hughnon Ridcully, Arciprete della Chiesa del Cieco Io e leader de facto del variegato clero della città, nonché fratello del suddetto Mustrum Ridcully.
- Lord Rust, un capo militare il cui atteggiamento pomposo di solito lo porta a creare pasticci in qualsiasi situazione in cui si trova, come su Jingo, Night Watch o su Reggimento Mostruoso. Generalmente si oppone a Samuel Vimes.
- Lord Selachii e Lord Venturi hanno ruoli leggermente più piccoli di Lord Rust e sono solitamente raffigurati in scenari simili a Lord Rust.
- Mr Slant, il capo degli zombi della Gilda degli Avvocati
- Leonardo da Quirm, il primo ingegnere del disco e creatore di invenzioni che fungono da catalizzatore in alcuni romanzi, per es. Men at Arms e The Last Hero.

Va sottolineato che tradizionalmente il rapporto tra la città e l'Università Invisibile è di mutua cooperazione, in cui si afferma che l'Università si impegna a fare qualsiasi cosa gli venga richiesta e la città promette di non chiedere mai, ed è forse l'unico luogo in cui si riduce l'influenza del Patrizio. Ad esempio, la città non ha mai tassato l'Università ("A Casting-Out of Devilish Devices"). Secondo Interesting Times, il Patrizio può, in teoria, convocare l'Arcicancelliere e, in effetti, farlo giustiziare; tuttavia, l'Arcicancelliere potrebbe trasformare il Patrizio in un piccolo rettile; questo crea una situazione di stallo tra i due.

## Istituzioni
La linfa vitale di Ankh-Morpork sono le Gilde. Ci sono centinaia di gilde, per ogni professione concepibile, dai clown ai macellai, e ognuna ha le proprie leggi e pratiche commerciali rigorosamente mantenute. Molte gilde hanno assunto ruoli che nelle città del mondo reale sarebbero assunte dalle agenzie governative.
Formazione scolastica
Siccome Ankh-Morpork non sembra avere nulla che si avvicini a un sistema di istruzione statale, il principale mezzo di educazione è la formazione professionale impartita dalle corporazioni ai loro giovani membri. I trovatelli sono, ad esempio, spesso lasciati alle porte delle corporazioni nella speranza che imparino un mestiere utile. La Gilda degli Assassini è considerata la massima istituzione educativa sul Disco e, se si intende essere un assassino o no, è considerata la scuola di preferenza per giovani aristocratici come il futuro Lord Vetinari. È possibile frequentare la Gilda degli Assassini semplicemente per l'apprendimento e non l'uccisione; sebbene molti, naturalmente, scelgano di fare entrambe le cose. Molti bambini provenienti da ambienti più poveri sono educati dalle Scuole delle Dame, simili alle istituzioni di carità dell'Inghilterra vittoriana con lo stesso nome; Sideney (in la notte di Babbo Maiale) e Samuel Vimes (in Thud!) Sono stati educati alle Scuole delle Dame. Altri frequentano i college al di fuori di Ankh-Morpork, come il College per Signorine di Quirm . Esiste una Gilda degli Insegnanti, ma sembra essere di basso livello: su "A me le Guardie!" Il posto a sedere di Vimes nella scena dell'incoronazione è descritto come "nel livello più basso ... tra il capo della Gilda dei Mendicanti e il capo della Gilda degli Insegnanti". Questo è probabilmente uno scherzo basato sulla convinzione internazionale che gli insegnanti siano classificati e pagati in maniera bassa.
Il principale istituto di istruzione superiore di Ankh-Morpork è l'Università Invisibile, la principale scuola di magia del Disco.
Applicazione della legge
Le leggi e le protezioni offerte dalle gilde sono la principale forma di sicurezza personale della città. L'esempio più ovvio di ciò è la Gilda dei ladri, che, regolando il traffico criminale, agisce come principale agenzia di contrasto della criminalità in città; tuttavia, molte delle gilde hanno anche esecutori privati, come le Ziette dell'Agonia per la Gilda delle Sarte e i Giullari Sanguinari della Gilda dei Giullari.
Al suo livello più elementare, la legge di Ankh-Morpork opera sul principio che un droghiere è libero di mescolare terra al caffè che vende, ma anche di essere vivisezionato da qualsiasi cliente che si trovi a scoprire la cosa. Oltre a questo, le opzioni sono scarse. In caso di reclami personali, si potrebbe fare appello alla Gilda degli Avvocati, a condizione, naturalmente, che si sia abbastanza ricchi da pagare (la Gilda degli Avvocati considera questo un accordo molto ragionevole, dato che i poveri sono per loro comunque criminali). A parte ciò, l'unica linea di condotta nei casi criminali è un appello diretto al Patrizio, che funziona quasi sempre, dal momento che egli considera la cosa così altamente istruttiva.
Nonostante le prove del contrario, l'omicidio non è un fatto comune in Ankh-Morpork; ci sono, ovviamente, omicidi, ma dato che questi vengono perpetrati da una Gilda riconosciuta e su commissione, non sono considerati contrari alla legge. Ankh-Morpork, tuttavia, ha un tasso di suicidio straordinariamente alto, dovuto principalmente al punto di vista della città su ciò che costituisce un suicidio. Ad esempio, camminare da solo attraverso i vicoli notturni delle Ombre è un suicidio, come lo è chiedere "una piccola" in un bar di nani. È molto facile suicidarsi ad Ankh-Morpork se non si sta attenti.
Al di fuori delle gilde, la maggior parte delle forze dell'ordine viene intrapresa dalla Guardia Cittadina, sotto la guida di Sam Vimes.
Rinascita del governo
Recentemente, Lord Vetinari ha iniziato a riaffermare il potere dello Stato reintroducendo agenzie governative precedentemente decrepite come la Guardia Cittadina, le Poste e, più recentemente, la Zecca Reale.
Guardia Cittadina
La Guardia Cittadina è una delle istituzioni di maggiore successo per il pubblico dei romanzi. All'inizio consisteva nella Guardia Diurna, un colorito gruppetto guidato dal capitano "Maionese" Quirke (ricco, spesso, untuoso e leggermente puzzolente di uova) e la Guardia Notturna, tre uomini male in arnese: il Capitano Vimes, ubriaco spesso e volentieri; il Sergente Colon e il Caporale Nobbs, che, dato l'aspetto alquanto dubbio, gira con un certificato per che attesta la sua appartenenza al genere umano. L'aggiunta di Carota ha funzionato da catalizzatore per la loro riforma su "A Me le Guardie!" Nel corso del tempo, la Guardia è cresciuta sotto la guida del Comandante Samuel Vimes, ora sobrio, ed è divenuta una più moderna forza di polizia sul Mondo Disco, (e che impiega ancora i tre uomini in questione).
Ufficio postale
L'ufficio postale di Ankh-Morpork, una volta un'istituzione vivace e importante con brillanti banconi in legno e ottone lucido e con squadroni di postini in eleganti divise blu, languì e quasi morì, secondo l'anziano signor Tolliver Groat (Apprendista Postino e, in seguito, Postino Anziano e Ispettore delle Poste), quando i postini cominciarono a lasciare mezzo sacco di posta per tornare a casa in tempo. Il giorno dopo lasciarono un altro mezzo sacco, ragionando che potevano farlo nel loro giorno libero, a quel punto si era accumulata troppa posta e tanta altra ne rimaneva. Tuttavia questa era solo una piccola parte del problema: la quantità di posta non consegnata è stata notevolmente aumentata dal motore di smistamento, creato da "Fottutamente Stupido" Johnson. Questa macchina aveva lo scopo di accelerare la consegna postale, ma invece ha iniziato a produrre posta, prima dal futuro (che andava bene, perché era considerato un miglioramento nei tempi di consegna) e poi da universi alternativi.
L'ufficio postale si è quindi ridotto a un enorme e vetusto edificio stracolmo di lettere non consegnate dal pavimento al soffitto e il personale ridotto solamente al geriatrico Apprendista Postino Groat e Stanley, giovane dipendente collezionista di spilli. All'epoca di Going Postal era stato dimenticato da tempo, l'edificio macchiato di graffiti, gli autopullman appropriatamente impiegati dai cocchieri e i suoi servizi apparentemente resi inutili dalla Grand Trunk Semaphore Company. Lord Vetinari nominò Moist von Lipwig, un ex truffatore, per ripristinare l'ufficio postale come mezzo per ridurre il potere della privata e monopolista Grand Trunk Semaphore Company.

## Moneta
L'AM$ (dollaro di Ankh-Morpork) è pari a 100 penny (pence). Sotto la tradizione ankh-morporkiana, dieci pence possono essere indicati come uno scellino, venticinque penny come mezzo tonnellata e cinquanta pence come un nob / una tonnellata / mezzo bar / un knocker.
Una moneta da un dollaro è minuscola come un lustrino e, sebbene teoricamente fatta d'oro, il metallo è stato adulterato così tante volte che, secondo The Discworld Companion:
"C'è più oro in un equivalente peso di acqua di mare: in un certo senso, quello di Ankh-Morpork è a tutti gli effetti oro, entro qualunque standard eccetto quello dove si definisca l'oro"
Ankh-Morpork è una Città-Stato estremamente ricca, l'AM$ è la valuta più diffusa tra le terre intorno al Mare Circolare; anche se le altre Città-Stato hanno le loro valute, mantengono forti legami con l'AM$, dato che Ankh-Morpork è l'unico posto che ha qualcosa da comprare.
Sul romanzo "Making Money" Moist von Lipwig introduce la valuta cartacea.

## Luoghi degni di nota
Biers è un pub frequentato da creature della notte, solitamente classificate come "non morti", sebbene sia frequentato anche dall'occasionale licantropo e dall'uomo nero. Viene spesso paragonato al Cheers ma con lo slogan "Dove tutti conoscono la tua forma". Susan Sto Helit è una frequentatrice regolare di Biers. La clientela più tipica di tanto in tanto chiede a gran voce di sapere cosa pensa di star facendo lì. Raramente lo fanno due volte. Il barista di Biers si chiama Igor, anche se non sembra essere un Igor. È meglio guardare attentamente ciò che serve; come ha osservato Pratchett in la notte di Babbo Maiale, "Quando a Igor il barista è stato chiesto un Bloody Mary, non ha mescolato una metafora." Ad un certo punto nel passato, il pub era conosciuto come L'Ascia e la Corona (con riferimento all'esecuzione del re sanguinario Lorenzo il Gentile ad opera del Vecchio Facciadipietra Vimes); una vecchina quasi cieca, la signora Gammage, frequenta il posto con regolarità, scambiando il personale non morto e la clientela per gli abitanti precedenti, ma nessuno di loro ha il coraggio di contraddirla.
Il Museo del Pane Nanico che, come suggerisce il nome, è un edificio in cui sono custoditi alcuni articoli del "famoso" pane nanico; di solito esemplari di importanza culturale o storica. Menzionato per la prima volta in Men at Arms; più prominente è apparso in The Fifth Elephant come l'edificio dal quale è stata rubata la Scone of Stone (un riferimento alla Pietra di Scone).
Il Dysk, un teatro che mette in scena "Drammi-con-usurpatori-che-uccidono-Re". Un riferimento al Globe Theatre.
Il Tamburo Riparato, ex Tamburo Sfondato (vecchio motto: "Non puoi batterlo") fu la locanda principale della città fino a quando non bruciò nel primo tentativo di frode assicurativa. Situato su Filigree Street, è un edificio turbolento, nuvoloso, affollato, puzzolente e assolutamente poco raccomandabile, e quindi il ritrovo ideale per la pletora di eroi del Disco. È il punto d'abbeveraggio preferito per gli studenti dell'Università Invisibile, e frequentato abitualmente dal Bibliotecario. È anche un luogo privilegiato per coloro che desiderano discutere di affari di natura clandestina. Il Tamburo Sfondato è l'ambientazione per il primo incontro tra i personaggi centrali Scuotivento e Duefiori nel primo romanzo del Mondo Disco, Il Colore della Magia. Quando Ankh-Morpork divenne più civilizzata nei libri successivi, Il Tamburo Riparato (il nuovo motto: "Potresti essere battuto") fu l'ultimo baluardo dell'illegalità, fino a quando le risse da bar non sono diventate uno sport di squadra, con le squadre che ottengono punti per la tecnica. Gli arti vengono ancora tagliati, ma sono tatuati per garantire che Igor li ricomponga correttamente. Curiosamente, questo luogo romanticamente malfamatissimo è quello che Duefiori ha cercato ingenuamente sul primo romanzo, Il Colore della Magia.
Le Ombre, il quartiere dei bassifondi di Ankh-Morpork, comprende la regione più antica della città. L'equivalente morale di un buco nero. Un posto abbastanza brutto, tutto sommato (un cavallo nelle Ombre è spesso chiamato "pranzo", e nulla è considerato più sospetto della vernice fresca).
Via del Galletto, che si trova nelle Ombre, è la zona più povera della città. Nonostante questo, la gente di Via del Galletto è così orgogliosa che si rifiuta di ammetterlo, credendo che mangiare venga comunque al secondo posto rispetto al mantenere le apparenze; questo rimanda al detto che quello che si mangia principalmente in Via del Galletto "è l'orgoglio". Samuel Vimes è cresciuto qui. I residenti attraversano la vita provando soprattutto a passare inosservati, questo è meglio evidenziato dal fatto che il Capitano Carota, che può vantare di conoscere per nome l'intera popolazione della città, non conosce nessuno dei residenti, con stupore di Samuel Vimes.
The Isle of Gods, un'area quasi circondata dal fiume Ankh che ospita una Stazione della Guardia Cittadina, i teatri, la prigione e gli editori. Un riferimento all'area Isle of Dogs di Londra.
Pseudopolis Yard, il quartier generale della Guardia Cittadina. Di proprietà di Lady Sybil Ramkin (in seguito Lady Vimes) viene donata da lei quando il Re Drago bruciò la vecchia Casa della Guardia. Un riferimento a Scotland Yard.
L'Università invisibile (UI) è per molti aspetti il cuore della città. Fondata sulla Torre dell'Arte, alta circa 244 metri, è l'edificio più alto del Disco, è la prima accademia di magia di Sto Plains (e forse dell'intero Mondo Disco). La città originariamente nasce dall'esigenza di assistere e mantenere l'Università. Le Ombre tecnicamente ricadono sotto il suo dominio, e gran parte del reddito dell'UI deriva dagli affitti degli immobili delle Ombre.

## Simboli civici
Stemma
Lo stemma araldico della città sarebbero descritte come segue:
"Per bend sinister and per pale; first vert, semy of cabbages proper; second and third argent, a money bag Or; fourth sable; overall three scarps wavy azure surmounted by the Tower of Art issuant from base and terminating in chief proper. For crest an owl displayed bearing the shield of the Unseen University proper, and clutching in its talons an ankh Or. For supporters two hippos proper, the dexter gorged by a chain and the sinister by a coronet Or."
Morporkia
Morporkia è una personificazione femminile della città, o forse solo di Morpork. Indossa un mantello a coste di cavolo e un elmetto vecchio stile, recante uno scudo con lo stemma civico e una forchetta che simboleggia "qualcosa o altro" (confronta Britannia, Columbia, Marianne).
Uno dei simboli di Ankh-Morpork.
Hippopotami
Un paio di ippopotami sono anche simboli della città e fiancheggiano il suo stemma. Ci sono anche statue di ippopotami sul ponte in ottone; si dice che se il pericolo dovesse minacciare la città, scapperanno.
Inno
"We Can Rule You Wholesale" è l'inno nazionale di Ankh-Morpork; è una parodia della canzone "Rule, Britannia!". L'uso di 'ner ner ner' come testo ufficiale (vedi sotto) è anche fortemente reminiscente dell'inno di calcio inglese, 'Vindaloo'.
Non è stato scritto da un nativo Ankh-Morporkiano, ma dal vampiro in visita conte Henrik Shline von Überwald (nato nel 1703, morto nel 1782, morì anche nel 1784, 1788, 1791, 1802, 1804, 1807, 1808, 1821, 1830, 1861, finalmente impalettato 1872). La sua ispirazione derivava dalle sue osservazioni sul fatto che i principali mezzi di difesa di Ankh-Morpork non erano la guerra, ma la corruzione, la corruzione e le tattiche mercantili, dato che la maggior parte delle armi utilizzate contro la città venivano effettivamente create lì in primo luogo.
L'inno è particolarmente degno di nota per essere l'unico che ha un secondo versetto ufficialmente costituito da borbottii incoerenti. Il conte von Überwald aveva anche osservato che qualsiasi gruppo di persone che canta l'inno nazionale del proprio paese non ricorda mai come va il secondo verso, quindi decise di rendere le cose più facili per Ankh-Morpork. I sentimenti dell'inno sono ovviamente riassunti nella nuova Pax Morporkia: "Se combatti, rivendicheremo i tuoi prestiti e, incidentalmente, è mia la picca che mi stai puntando addosso, ho pagato io per lo scudo che hai in mano. E togliti il mio elmo quando mi parli, orribile piccolo debitore. "
Nelle occasioni formali, l'inno deve essere eseguito da un grande cantante soprano che indossa un lenzuolo e tiene una torcia in una mano e una forchetta nell'altra.
I testi dell'inno sono i seguenti, che possiamo suppergiù tradurre in italiano come segue (traduzione non ufficiale e adattata in funzione della rima):
| "When dragons belch and hippos flee My thoughts, Ankh-Morpork, are of thee Let others boast of martial dash For we have boldly fought with cash We own all your helmets, we own all your shoes. We own all your generals - touch us and you'll lose. Morporkia! Morporkia! Morporkia owns the day! We can rule you wholesale Touch us and you'll pay. We bankrupt all invaders, We sell them souvenirs, We ner ner ner ner ner ner by the ears, Er ner ner ner ner ner ner ner ner ner, Ner ner ner ner ner ner, ner ner ner ner ner, Ner your gleaming swords, we mortgaged to the hilt. Morporkia! Morporkia! Ner ner ner ner ner ner ner ner ner ner ner ner ner ner ner ner We can rule you wholesale Credit where it's due." | "Quando i draghi ruttano e gli ippopotami fuggono fieri Ankh-Morpork, a te volano i miei pensieri Lasciate che altri si vantino di marziali colpi Perché abbiamo combattuto coraggiosamente con contanti e soldi Possediamo i vostri cimieri e tutte le vostre calzature Possediamo i vostri generali: toccateci e perdete pure. Morporkia! Morporkia! Morporkia vincerà oggi! Possiamo governarvi in blocco Toccateci e pagate lo scotto. Mandiamo in rovina tutti gli invasori, Vendiamo loro souvenir Siamo più vicini alle orecchie, Er ner ner ner ner ner ner ner ner ner ner, Ner ner ner ner ner ner, ner ner ner ner ner, Con le tue spade luccicanti, ipotecate fino in fondo. Morporkia! Morporkia! Ner ner ner ner ner ner ner ner ner ner ner ner ner ner ner Possiamo governarvi in blocco Credito dove è dovuto ". |
| --- | --- |

L'ultima parte dell'inno è di solito cantata molto più forte del resto della seconda strofa, dal momento che i cantanti vogliono dimostrare di conoscere le parole ...
L'inno è stato in realtà scritto nel 1999 da Pratchett (parole) e Carl Davis (musica), per il programma BBC Radio 3 The Music Machine. È stato eseguito dalla BBC Scottish Symphony Orchestra e il soprano è stato Claire Rutter. È stato anche esibito ai Proms di quell'anno dall'Orchestra e Coro dei Prommers. L'inno è cantato prima di una partita di calcio nel romanzo 2009 Unseen Academicals.

## Festività
| Data                                                                           | Ricorrenza                                                                                            |
| ------------------------------------------------------------------------------ | --- |
| 1 Ick                                                                          | Hogswatch (Capodanno e Natale)                                                                        |
| 28 Aprile                                                                      | Il Compleanno del Creatore (nella realtà, il compleanno di Terry Pratchett)                           |
| 1 Maggio                                                                       | May Day (also called May Blossom Day)                                                                 |
| 25 Maggio                                                                      | The Twenty-Fifth Of May (commemorates the last Ankh-Morpork revolution, but only if you participated) |
| 6 Grune                                                                        | Festa del Patrizio (in realtà il compleanno di Stephen Briggs)                                        |
| I primi martedì, mercoledì e giovedì dopo la prima metà della luna di Settobre | I giorni della Torta dell'Anima                                                                       |
| 31 Dicembre                                                                    | La veglia di Hogswatch                                                                                |
| 32 Dicembre                                                                    | La Notte di Hogswatch (o la Notte della Posta del Cinghiale, a seconda della traduzione)              |

## Collegamenti col mondo reale
Ankh-Morpork è stato gemellato con la città di Wincanton nel Somerset, nel sud-ovest del Regno Unito, sul pianeta sferico Terra (conosciuto nei libri del Mondo Disco come Roundworld) il 7 dicembre 2002. La città è sede di un negozio chiamato "The Discworld Emporium". Tuttavia, a causa di motivi legali, il gemellaggio non è stato ufficialmente visualizzato sul cartello stradale. I fan, tuttavia, hanno aggiunto segnalazioni adesive ad alcune insegne. Cio è stato ora rettificato e una nuova insegna è stata affissa dichiarando il gemellaggio con Ankh-Morpork e altri luoghi di Roundworld. Quest'insegna è stata progettata dallo stesso Artificatore astuto, Bernard Pearson (del Discworld Emporium). Diverse strade in un nuovo complesso residenziale a Wincanton hanno preso il nome dalle strade Ankh-Morpork, tra cui Peach Pie Street e Treacle Mine Road.
La parola "Morpork" proviene da un tipo di gufo della Nuova Zelanda chiamato il "morepork", che è raffigurato tenendo l'ankh sullo stemma.
Un pub Ankh-Morpork, menzionato più volte nel romanzo Jingo, è simile per molti aspetti al noto pub Whitelocks di Leeds, in Inghilterra. Il pub, noto per essere il più vecchio della città, era originariamente conosciuto come "The Turk's Head".
Discworld: Ankh-Morpork è stato pubblicato come gioco da tavolo nel 2011.